# Инга (Иркутская область)
Инга — село в Черемховском районе Иркутской области. Село в административном плане относится к Новостроевскому муниципальному образованию Черемховского района
Иркутской области.

## География
Село находится в 40 км от Тырети-1, на берегу реки Большая Белая напротив устья реки Урик.

## Знаменитые люди
Каландаришвили Нестор Александрович (26 июня 1876 года — 6 марта 1922 года). Анархист, революционер, один из руководителей партизанского движения в Восточной Сибири во время гражданской войны. Партийные клички — Дед, Нестор. 26 октября 1918 года, после отступления из-под Троицкосавска (ныне Кяхта), распустил свой партизанский отряд у села Инга. Оставался в Инге до прихода сюда отряда особого назначения есаула Красильникова в декабре 1918 года.

## Топонимика
Название реки Инга, на которой расположена деревня, происходит от эвенкийского иӈа̄ — «песок», «галька», «отмель», «коса (речная)», «песчано-галечный берег».

## Население
| 2002 | 2010 | 2011 | 2012 |
| ---- | ---- | ---- | ---- |
| 154  | ↘125 | ↘124 | ↘121 |